# Хонгисто, Виса
Виса Вели Хонгисто (род. 9 апреля 1987, Валкеала, Кюми) — финский спринтер. Выступал за команду Valkealan Kajo.
В 2007 году стал чемпионом Европы среди юношей до 23 лет в беге на 200 метров. В следующем году представлял Финляндию на Летних Олимпийских играх 2008. Соревновался на дистанции 200 метров и занял четвертое место в первом раунде с результатом 20,62 секунды. Но не улучшил свое время во втором раунде, финишировав за 20,76 секунды, заняв шестое место, что было недостаточно для выхода в полуфинал.